# Internát
Internát (v České republice v řeči úředních dokumentů častěji označovaný jako domov mládeže) je ubytovací zařízení pro žáky středních a někdy i vysokých škol. U běžných škol často funguje pouze v průběhu výuky (mimo prázdniny a často i mimo víkendy), u mezinárodně proslulých škol však jsou internáty často otevřeny po celý rok.
U některých škol funguje internát pouze jako ubytovací zařízení, které má umožnit studium žákům ze vzdáleného bydliště, u tzv. internátních škol je pak nedílnou součástí školy a má důležitý podíl na výchově a formování osobností žáků, u kterých se bydlení v internátu předpokládá či striktně vyžaduje. Na každém patře jsou vychovatelky, které dohlíží na studenty a zodpovídají za jejich bezpečnost. Chlapci jsou většinou na jiném patře než dívky a navštěvování na pokojích je zakázáno. Příkladem internátní školy v České republice jsou např. Arcibiskupské gymnázium v Kroměříži či Open Gate – gymnázium a základní škola nebo nově otevřené gymnázium Carlsbad International School v Karlových Varech.
Řada internátů (Domovů mládeže) není přiřazena pouze konkrétní škole, ale poskytuje ubytování žákům středních škol a studentům vyšších odborných škol různého typu. V 90. letech se objevil unikátní projekt koncepce domova mládeže penzionového typu, který byl v experimentálním provozu ověřen a později implementován v Křesťanském domově mládeže u sv. Ludmily v Praze.
Poznámka: slovensky znamená internát (hovorově intrák) i vysokoškolskou kolej.